# 里阿尔托 (意大利)
里阿尔托（義大利語：Rialto），是意大利萨沃纳省的一个市镇。总面积19.84平方公里，人口579人，人口密度29.2人/平方公里（2009年）。ISTAT代码为009053。